# 埃氏椒雀鯛
埃氏椒雀鯛（學名：Plectroglyphidodon emeryi），為輻鰭魚綱鱸形目雀鯛科椒雀鯛屬的其中一種，分布於中太平洋東部的皮特凱恩群島及土阿莫土群島海域，深度1至18公尺，本魚體呈卵圓形且側扁，大部分的身體與頭部是褐色, 腹部灰黃褐色至白色，在頭部與後頸上的輕微的黃色紅暈; 鱗片具深褐色邊緣，形成網狀紋，近尾柄部有一個黑色大眼斑，魚鰭, 大部分的背鰭軟條、尾柄與身體最後面部份黃色; 胸鰭黃色帶透明，基部有一個小的深褐色的斑點，背鰭硬棘13枚;背鰭軟條15-17枚;臀鰭硬棘2枚;臀鰭軟條13-14枚，體長可達10公分，棲息在礁石區，通常單獨活動，繁殖期時成對出現，雄魚會守護卵，生活習性不明。